# Остолопов, Алексей Аполлонович
Алексей Аполлонович Остолопов (20.09.1837—20.02.1918) — контр-адмирал Военно-морского флота Российской империи, участник «второй американской экспедиции».

## Семья
Алексей Аполлонович из дворян Вологодской губернии. Отец Аполлон Фёдорович. Брат Аполлон Аполлонович (21.01.1849—?) — с 1905 года генерал-майор Российской императорской армии. Сын Алексей (1883 - 1937) — морской офицер, участник Белого движения, капитан 2-го ранга, в эмиграции во Франции.

## Служба
Окончил Морской кадетский корпус.
Во время Крымской войны на винтовом фрегате «Рюрик» участвовал в обороне Кронштадта 1855 года.
6 июня 1857 года произведён в мичманы с зачислением в 21-й флотский экипаж. В 1857—1859 годах — в плаваниях по Белому и Балтийскому морям. Далее назначен на корвет «Рында», с которым отправился на Тихий океан. В 1862 году переведён на шхуну «Сахалин». В 1866 году вернулся в ряды Балтийского флота.

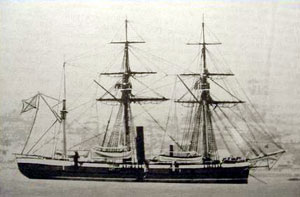
Канонерская лодка «Горностай»

В 1868 году в чине лейтенанта Алексей Аполлонович назначен командиром канонерской лодки «Горностай». В 1869—1870 годах на ней находился в гидрографической экспедиции, которую проводил лейтенант К. С. Старицкий в северо-западной части Японского моря и в заливе Петра Великого, в частности в заливах Уссурийский и Стрелок.
В 1873 году в чине капитан-лейтенанта назначен командовать транспортом Сибирской флотилии «Японец». В мае 1875 года транспорт отправился в плавание по Японскому морю и в Татарский пролив с экспедицией лейтенанта Э. В. Майделя, производя морскую опись побережья, гидрологические и магнитные наблюдения у побережья материка и острова Сахалин. В 1876 году «Японец» под командованием А. А. Остолопова был включён в состав «Второй американской экспедиции» контр-адмирала О. П. Пузино.
С 1878 года — вновь служба на Балтике.

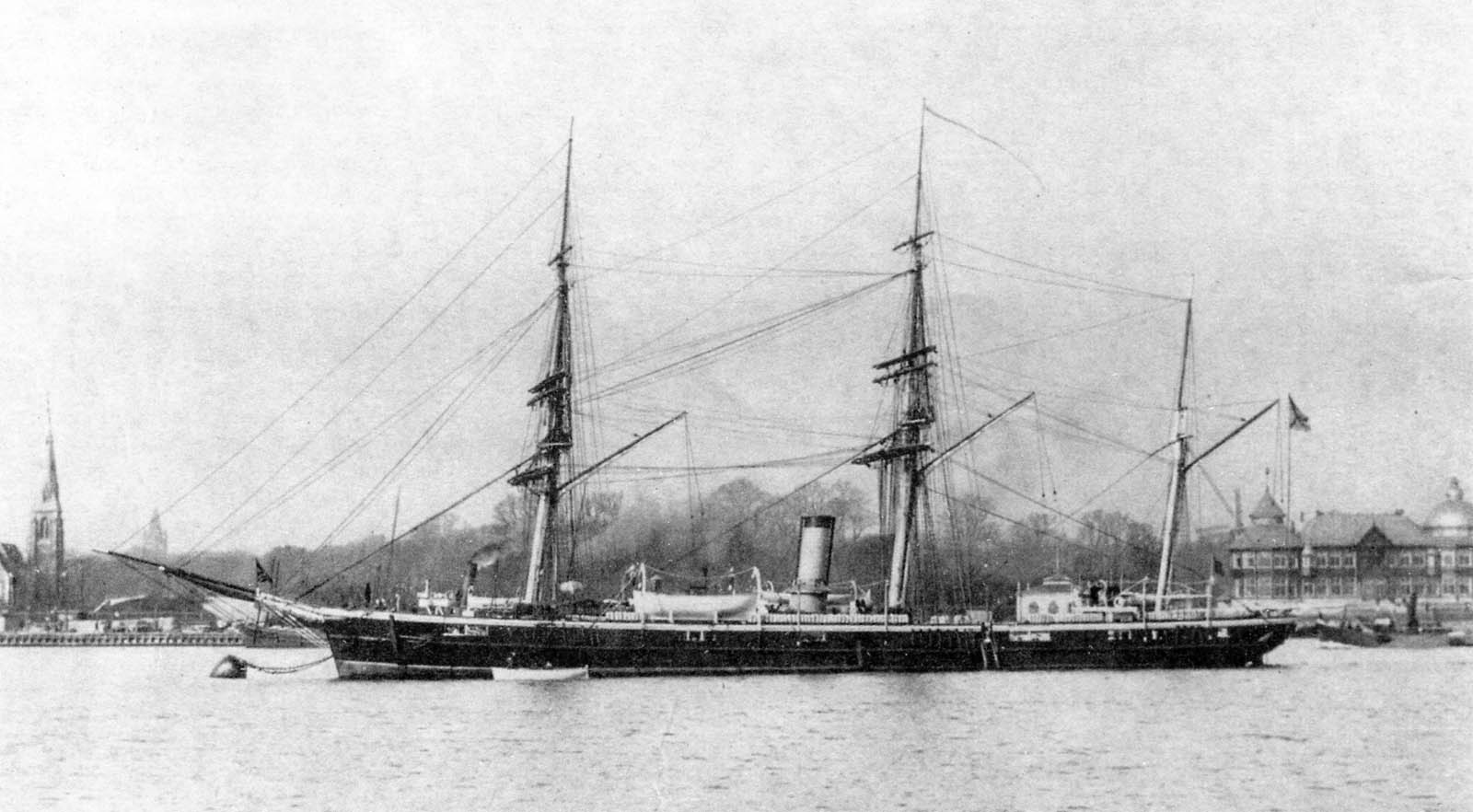
Клипер «Крейсер»

21 февраля 1883 года в чине капитана 2-го ранга назначен на должность командира клипера «Крейсер». В 1884 году вышел из Кронштадта на Дальний Восток России, где присоединился к Тихоокеанской эскадре. 13 апреля 1886 года произведён в капитаны 1-го ранга. В 1887 году пришёл в Кронштадт. Во время плаваний по Тихому океану с клипера были описаны северные берега Анадырского залива и побережье от мыса Гинтера до мыса Фаддея, открыта бухта Угольная, а также средняя часть Восточного берега полуострова Корея, произведён промер глубин нескольких бухт и якорных стоянок и составлен план наружного и внутреннего рейдов Чемульпо.
В ходе крейсерства, в местном селении аборигенов в бухте Провидения Алексей Аполлонович встретил маленькую девочку с европейскими чертами лица. Девочка была очень истощена, и выяснилось, что её отцом был ныне покойный американский матрос с китобойного судна, а мать постоянно пила. Тогда Алексей Аполлонович выкупил девочку за табак, рис, сухари и забрал с собой. 7 сентября 1886 года её крестили под именем Надежда в церкви Петропавловского порта. Крёстным отцом стал сам Алексей Аполлонович. Когда командующий эскадрой в Тихом океане контр-адмирал А. А. Корнилов узнал о случившемся, то объявил Алексею Аполлоновичу выговор за самовольство и учинил ему жесточайший разнос. Но позже немного остыл, и приказом разрешил сбор на эскадре «небольшого капитала для обеспечения будущности Надежды Пигляновой», а также сам внёс значительную сумму. Эти деньги пошли на покупку билета на пароход «Россия» до Одессы, проезд железной дорогой до Петербурга и на обустройство в первое время. После отказа официальных лиц взять девочку на воспитание в Николаевский сиротский институт Алексей Аполлонович решил удочерить девочку. Это решение чуть не разразилось грандиозным скандалом, и даже дошло до царской семьи. В 1887 году с монаршего благоволения в виде «особой монаршей милости и исключения из правил» девочку разрешено было принять в число казённокоштных воспитанниц Петербургского Николаевского сиротского института, но в удочерении отказано.
В начале июля 1887 года, император Александр III совершил на клипере «Крейсер» переход из Бьёркезунд в Кронштадт и «найдя его в совершенном боевом порядке и желаемой исправности по всем частям» объявил командиру клипера капитану 1-го ранга Остолопову Монаршее благоволение.
16 января 1891 года назначен командиром 1-го флотского экипажа, а 28 сентября 1892 года произведён в контр-адмиралы с увольнением от службы.
Похоронен 25 февраля 1918 года на Волковском кладбище в Петрограде.

## Награды
- Орден Святой Анны 3-й степени (17.4.1874)
- Орден Святого Станислава 2-й степени (1878)
- Орден Святой Анны 2-й степени (1887)
- Орден Святого Владимира 4-й степени с бантом (1889) за совершение 20 шестимесячных морских кампаний
- Орден Святого Владимира 3-й степени (1892)

## Память
В честь А. А. Остолопова названа одна из бухт на Корейском полуострове (бухта Остолопова [Чхахоман]); бухта была обследована в 1886 году экипажем клипера «Крейсер», тогда же присвоено название в честь капитана 1 ранга А. А. Остолопова.